# Liste der Biografien/Ler
Liste der Biografien |
Portal Biografien |
Personensuche
# |
A |
B |
C |
D |
E |
F |
G |
H |
I |
J |
K |
L |
M |
N |
O |
P |
Q |
R |
S |
T |
U |
V |
W |
X |
Y |
Z |
?
 
La |
Lb |
Lc |
Le |
Lg |
Lh |
Li |
Lj |
Ll |
Lm |
Lo |
Lp |
Lt |
Lu |
Lv |
Lw |
Lx |
Ly |
Lz
 
Lea |
Leb |
Lec |
Led |
Lee |
Lef |
Leg |
Leh |
Lei |
Lej |
Lek |
Lel |
Lem |
Len |
Leo |
Lep |
Leq |
Ler |
Les |
Let |
Leu |
Lev |
Lew |
Lex |
Ley |
Lez
Die Liste der Biografien führt alle Personen auf, die in der deutschsprachigen Wikipedia einen Artikel haben. Dieses ist eine Teilliste mit 352 Einträgen von Personen, deren Namen mit den Buchstaben „Ler“ beginnt.

## Ler
- Lér, Leopold (1928–2013), tschechoslowakischer und tschechischer Parteifunktionär, Ökonom und als Politiker mehrmaliger Minister

### Lera
- Lera, Carlos Américo (1855–1926), mexikanischer Botschafter
- LeRae, Candice (* 1985), amerikanische Wrestlerin
- Lerager, Lukas (* 1993), dänischer Fußballspieler
- Leramberg, Louis (1620–1670), französischer Bildhauer
- Lerandy, Marc (* 1981), deutsch-französischer Fußballspieler
- Lerangis, Peter (* 1955), US-amerikanischer Schriftsteller
- Léránt, Sára (* 2000), ungarische Handball- und Beachhandballspielerin
- Lerat, Lucien (1909–1993), französischer Klassischer Archäologe
- Lerat, Pierre (* 1937), französischer Romanist und Linguist
- Leraus, Vladimír (1905–1991), tschechischer Theater-, Film- und Fernsehschauspieler sowie spartenübergreifender Sprecher
- Leray, Coi (* 1997), US-amerikanische Rapperin und SängerinCoi Leray (* 1997)

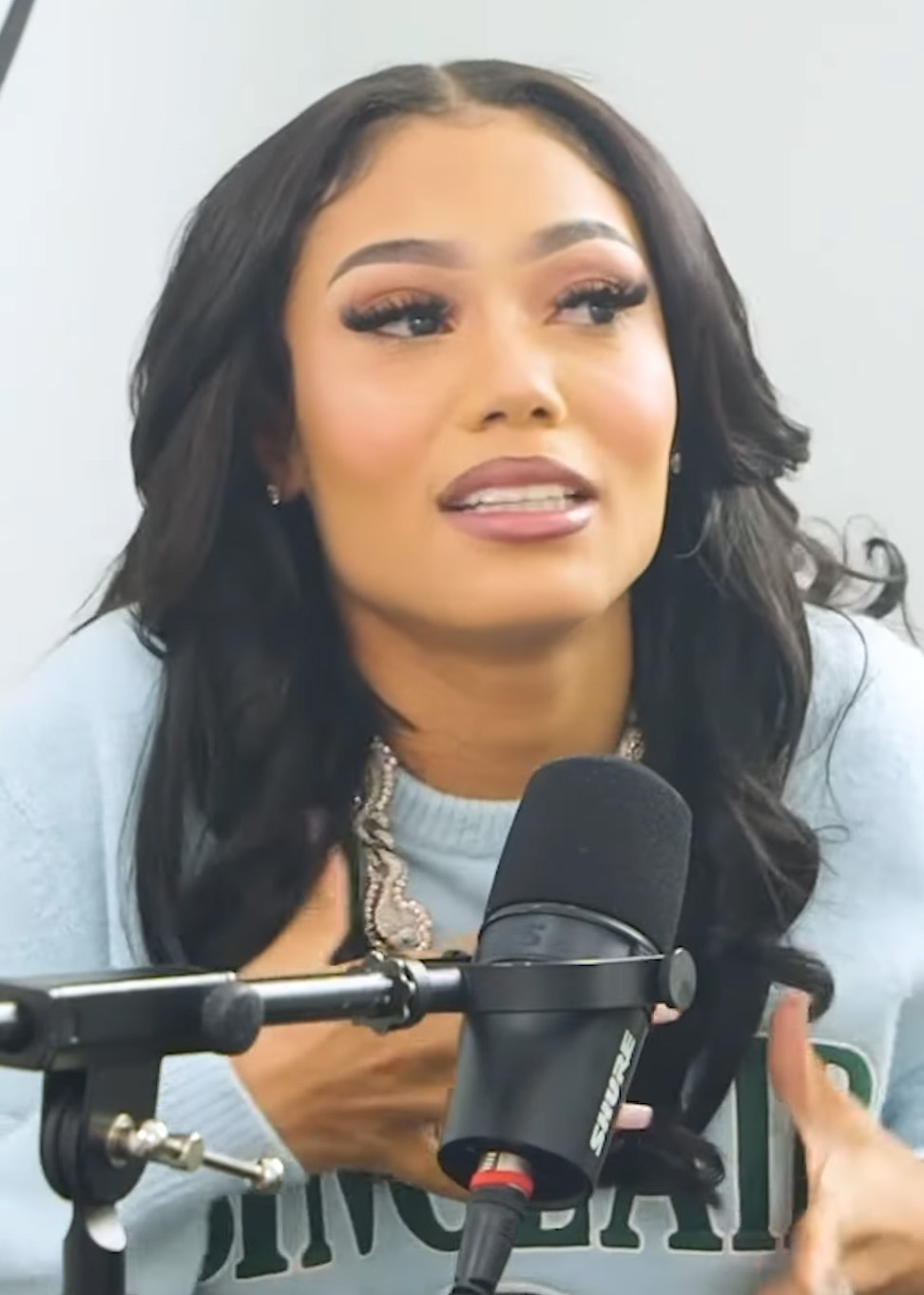
Coi Leray (* 1997)

- Leray, Francis Xavier (1825–1887), französischer Geistlicher, Erzbischof von New Orleans
- Leray, Jean (1906–1998), französischer Mathematiker
- Leray, Marie-Pierre (* 1975), französische Eiskunstläuferin

### Lerb
- Lerber, Helene von (1896–1963), Schweizer Pädagogin und Schriftstellerin
- Lerber, Karl Anton von (1784–1837), Schweizer Politiker
- Lerber, Sigismond Louis (1723–1783), Schweizer Rechtswissenschaftler, Richter, Dichter und Politiker
- Lerber, Theodor von (1823–1901), Schweizer evangelischer Pädagoge und Schulgründer
- Lerberghe, Charles Van (1861–1907), flämischer Schriftsteller
- Lerbinger, Paul (* 1955), deutscher Bankmanager
- Lerbrekk, Solfrid (* 1990), norwegische Politikerin
- Lerbs, Hermann (1900–1968), deutscher Physiker
- Lerbs, Karl (1893–1946), deutscher Schriftsteller und Dramaturg
- Lerbs-Bernecker, Gertrud (1902–1968), deutsche Grafikerin
- Lerby, Clara (* 1999), schwedische Handballspielerin
- Lerby, Søren (* 1958), dänischer Fußballspieler und -trainerSøren Lerby (* 1958)

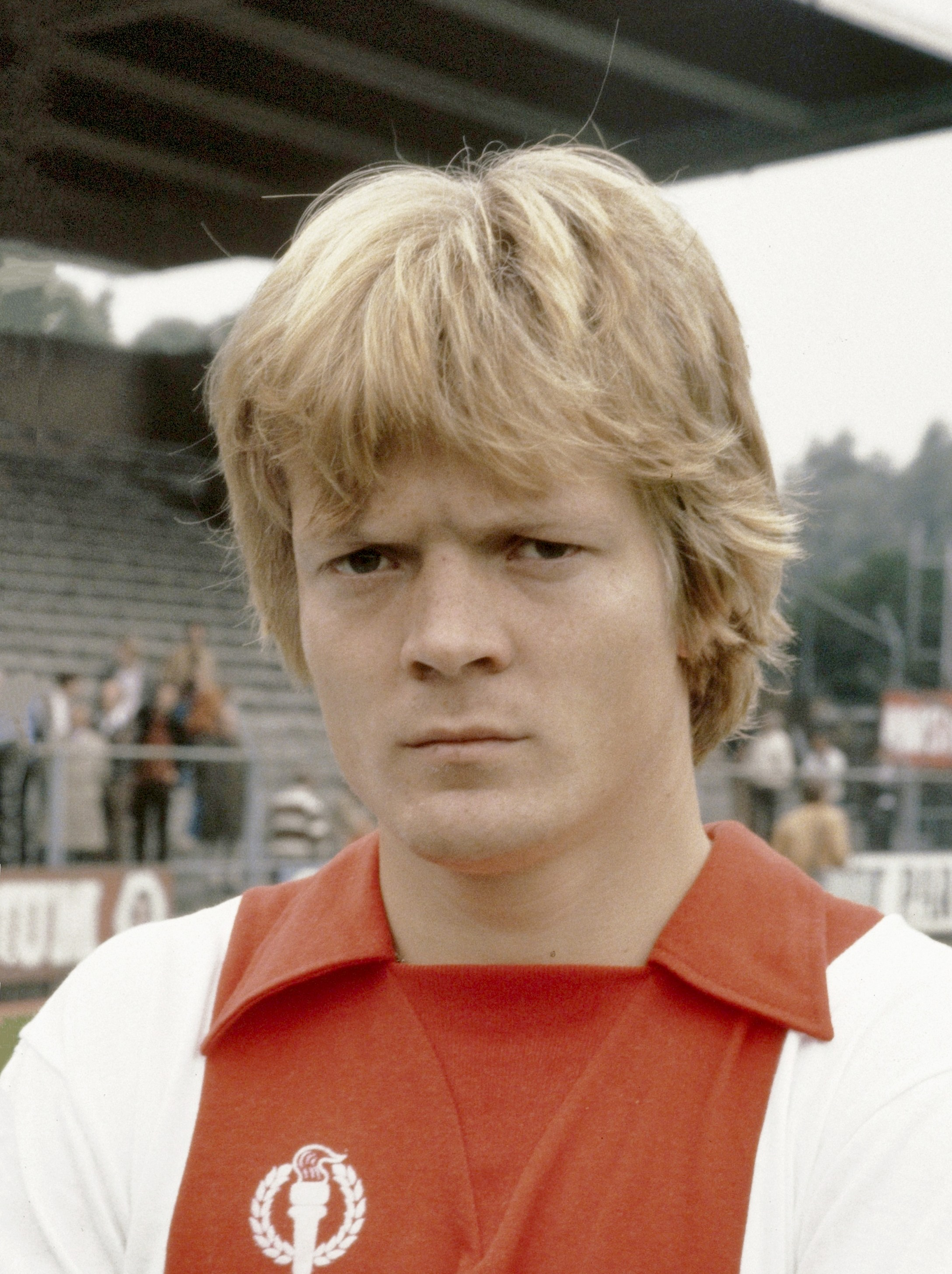
Søren Lerby (* 1958)

### Lerc
- Lercari, Giovanni Battista (1507–1592), 64. Doge der Republik Genua
- Lercari, Niccolò Maria (1675–1757), italienischer Geistlicher
- Lercari, Nicola, italienischer Wissenschaftler im Bereich der digitalen Kulturerbeforschung
- Lercaro, Giacomo (1891–1976), italienischer Geistlicher, Erzbischof von Bologna
- Lerch von Dirmstein, Anna (1580–1660), pfälzische Adelige, Benediktinerin, Äbtissin der Klöster Rupertsberg und Eibingen
- Lerch, Antonia (* 1949), deutsche Filmregisseurin, Drehbuchautorin und Filmeditorin
- Lerch, Caspar II. († 1548), südwestdeutscher Adliger
- Lerch, Caspar IV. (1575–1642), südwestdeutscher Adliger und Verwaltungsfachmann
- Lerch, Christian (* 1966), deutscher Drehbuchautor, Fernseh- und Theaterschauspieler
- Lerch, Christian (* 1978), österreichischer Journalist und Featureautor
- Lerch, Egon (1886–1915), österreichisch-ungarischer Marineoffizier
- Lerch, Ernst (* 1914), österreichischer Täter des HolocaustErnst Lerch (* 1914)

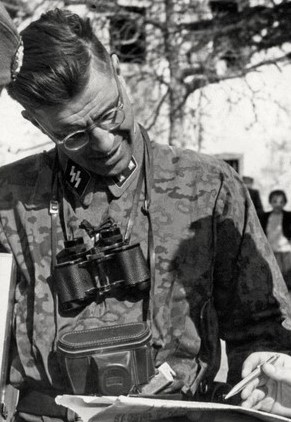
Ernst Lerch (* 1914)

- Lerch, Eugen (1888–1952), deutscher Romanist und Sprachwissenschaftler
- Lerch, Franz (1895–1977), österreichischer Maler
- Lerch, Fred Louis (1902–1985), österreichisch-deutscher Filmschauspieler
- Lerch, Fredi (* 1954), Schweizer Journalist und Publizist
- Lerch, Friedrich von (1878–1947), österreichischer Physiker
- Lerch, Georg (1792–1857), deutscher Architekt und hessischer Politiker (Landtagsabgeordneter)
- Lerch, Gotthard (* 1942), deutscher Ingenieur
- Lerch, Hans (1896–1958), deutscher Industrieller und Königlich-Jugoslawischer Generalkonsul
- Lerch, Helga (* 1955), deutsche Politikerin (FDP), MdL
- Lerch, Helmut (* 1947), deutscher Architekt, Maler und Hochschullehrer
- Lerch, Jan (* 1966), deutscher Fernsehmoderator, Journalist und Fernsehredakteur
- Lerch, Jiří (* 1971), tschechischer Fußballspieler
- Lerch, Johann Alexander (1813–1897), tschechisch-österreichischer Mediziner und Politiker
- Lerch, Katharina (* 1962), deutsche Autorin, Wicca-Priesterin und Neoschamanin
- Lerch, Konrad (1905–1945), deutscher römisch-katholischer Geistlicher, Jesuit und Märtyrer
- Lerch, Laurenz (* 1994), deutscher Schauspieler und Autor
- Lerch, Leopold (1898–1964), deutscher Religionslehrer und Politiker (BVP, CSU), MdL Bayern
- Lerch, Magda von (1871–1938), österreichische Grafikerin und Malerin
- Lerch, Maria (1884–1962), deutsche Bildhauerin
- Lerch, Markus M. (* 1957), deutscher Internist und Hochschullehrer
- Lerch, Matyáš (1860–1922), tschechischer MathematikerMatyáš Lerch (1860–1922)

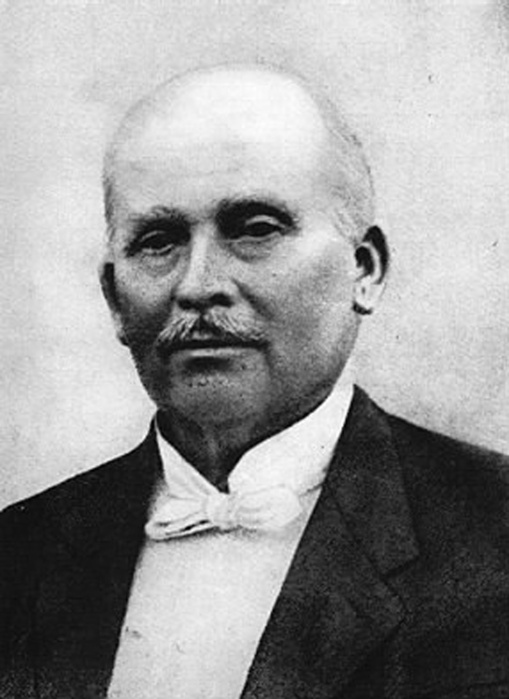
Matyáš Lerch (1860–1922)

- Lerch, Nina (* 1984), deutsche Politikerin (SPD), MdA
- Lerch, Noëmi (* 1987), Schweizer Schriftstellerin
- Lerch, Oliver (* 1969), deutscher Fußballspieler
- Lerch, Ortraud (1939–2013), deutsche Mosaikkünstlerin
- Lerch, Peter (* 1954), deutscher Politiker (CDU), MdL
- Lerch, Sonja (1882–1918), deutsche Politikerin (USPD, SPD)
- Lerch, Steffie (1905–1996), österreichische Grafikerin
- Lerch, Stephan (* 1984), deutscher Fußballtrainer
- Lerch, Tankred (* 1970), deutscher Autor, Drehbuchautor und TV-Producer
- Lerch, Theodor Edler von (1869–1945), österreichischer Generalmajor und Skipionier
- Lerch, Wolfgang Günter (* 1946), deutscher Journalist, Orientalist und Autor
- Lerchbacher, Tobias (* 2007), österreichischer Fußballspieler
- Lerchbacher, Zoran (* 1972), österreichischer Dartspieler
- Lerchbaum, Gudrun (* 1965), österreichische Autorin
- Lerchbaumer, Johann (1867–1931), österreichischer Zimmermann und Politiker, Landtagsabgeordneter
- Lerchbaumer, Peter (* 1945), österreichischer SchauspielerPeter Lerchbaumer (* 1945)

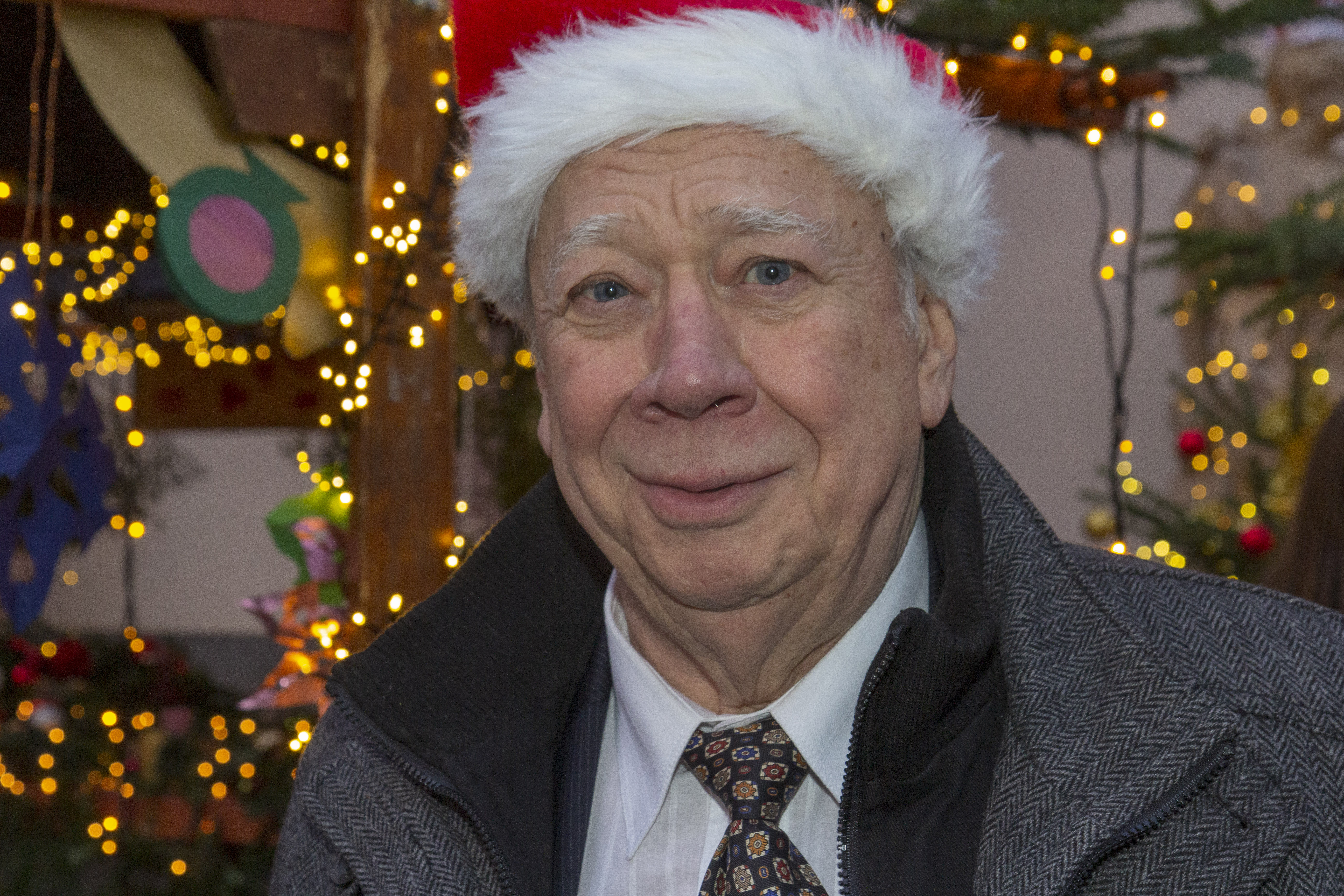
Peter Lerchbaumer (* 1945)

- Lerche, Arnfried (* 1952), deutscher Schauspieler
- Lerche, Christian (1692–1757), General der Kavallerie in dänisch-norwegischen Diensten
- Lerche, Christoph Casimir (1749–1825), Leibarzt des russischen Kaisers Alexander I.
- Lerche, Cornelius Pedersen (1615–1681), dänischer Adelsmann und Stiftamtmann
- Lerche, Dirk (* 1964), deutscher Politiker (AfD), MdL
- Lerche, Doris (* 1945), deutsche Cartoonistin, Schriftstellerin und Performerin
- Lerche, Hans Stoltenberg (1867–1920), norwegischer Kunsthandwerker und Bildhauer
- Lerche, Horst (1938–2017), deutscher Maler und Bildhauer
- Lerche, Jochen (* 1973), deutscher Ruderer
- Lerche, Julius (1836–1914), deutscher Jurist und Politiker (DFP), MdR
- Lerche, Karl Gustav (1912–1991), deutscher Journalist, Propagandist der SS und verurteilter Kriegsverbrecher
- Lerche, Martin (1892–1980), deutscher Lebensmittelhygieniker und Veterinärmediziner
- Lerche, Otto (1885–1954), deutscher Lehrer und Bibliothekar
- Lerche, Pauliina (* 1974), finnische Musikerin (Gesang, Akkordeon, Kantele, Violine, Deltar) und Komponistin
- Lerche, Peter, deutsch-peruanischer Anthropologe und Altamerikanist
- Lerche, Peter (1928–2016), deutscher Rechtswissenschaftler
- Lerche, Sondre (* 1982), norwegischer Sänger und Gitarrist
- Lerche, Vincent Stoltenberg (1837–1892), norwegischer Maler
- Lerche, Walter (1901–1962), deutscher Jurist
- Lerche, Walter (1905–1990), deutscher Bildhauer
- Lerchenberg, Michael (* 1953), deutscher Schauspieler, Regisseur, Drehbuchautor, Autor und IntendantMichael Lerchenberg (* 1953)

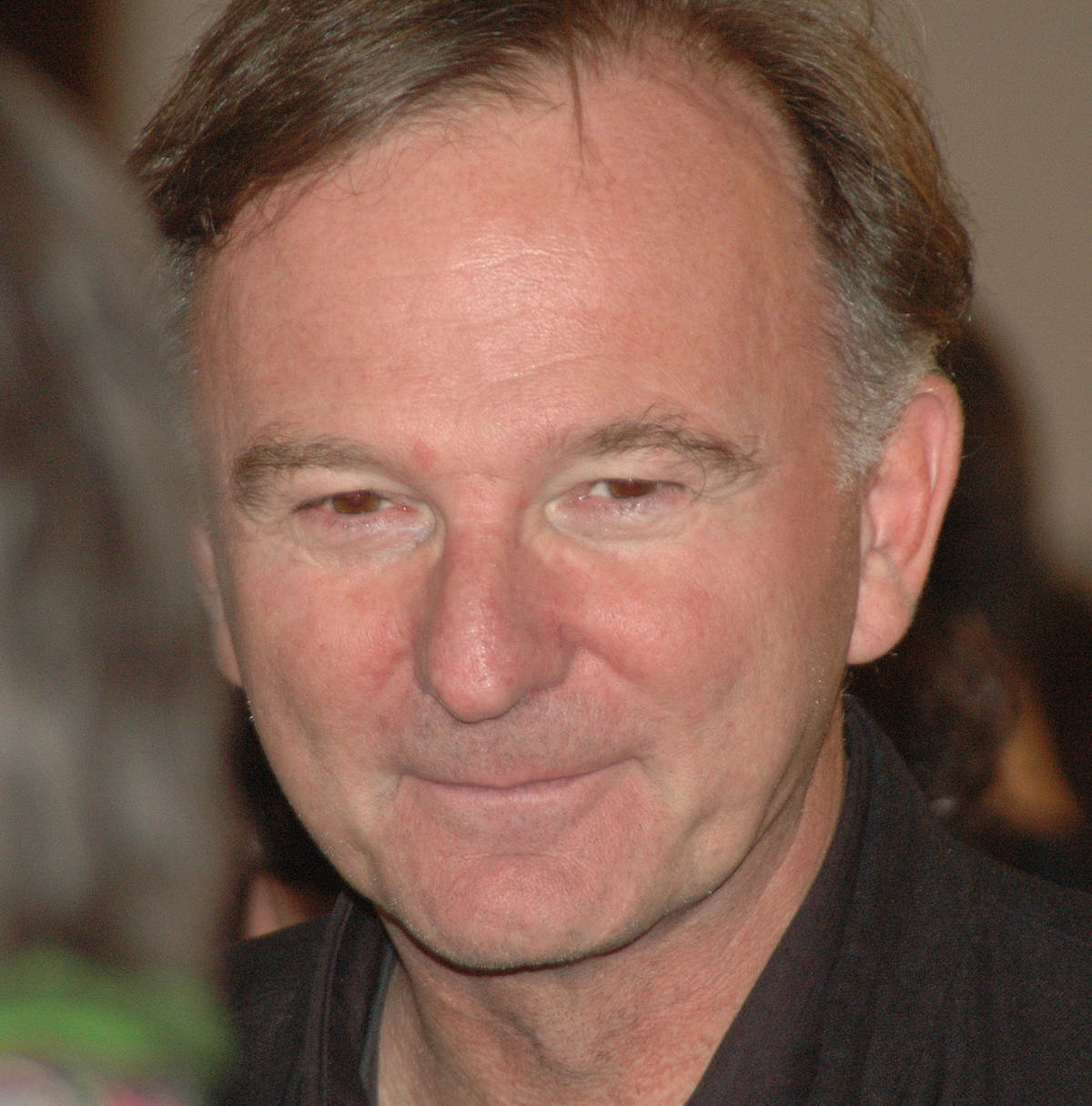
Michael Lerchenberg (* 1953)

- Lerchenberg-Thöny, Eva-Maria (* 1957), österreichische Choreographin, Autorin, Regisseurin und Filmemacherin
- Lerchenfeld auf Köfering und Schönberg, Hugo Graf von und zu (1871–1944), deutscher Politiker (BVP), MdR und Diplomat
- Lerchenfeld, Amalie von (1808–1888), uneheliche Tochter von Therese zu Mecklenburg
- Lerchenfeld, August von (1784–1831), bayerischer Kavallerieoffizier (zuletzt Oberst) und Ritter des Militär-Max-Joseph-Ordens
- Lerchenfeld, Ernst von (1816–1873), bayerischer Regierungspräsident
- Lerchenfeld, Gustav von (1806–1866), bayerischer Landtagspräsident
- Lerchenfeld, Heinrich von († 1266), deutscher Bischof
- Lerchenfeld, Hubertus von (* 1971), deutscher Schauspieler, Synchronsprecher, Dialogbuchautor und -regisseur
- Lerchenfeld, Ludwig von (* 1957), bayerischer Politiker (CSU), MdL
- Lerchenfeld, Max von (1842–1893), deutscher Gutsbesitzer und Politiker, MdR
- Lerchenfeld, Maximilian Emanuel von (1778–1843), deutscher Politiker
- Lerchenfeld, Maximilian von (1788–1871), bayerischer Generalleutnant und Premierleutnant der Hartschiere
- Lerchenfeld, Nico von (* 1992), deutscher Wakeboarder
- Lerchenfeld, Philipp Graf (1952–2017), deutscher Politiker (CSU), MdL, MdB
- Lerchenfeld, Philipp von (1785–1854), königlich bayerischer Regierungsbeamter und Richter
- Lerchenfeld, Stefanie von (* 1976), deutsche Synchronsprecherin und Moderatorin
- Lerchenfeld-Köfering, Hugo von (1843–1925), deutscher Diplomat und Politiker
- Lerchenfeld-Köfering, Ludwig von (1837–1907), deutscher Gutsbesitzer und Kammerpräsident
- Lerchenfeld-Köfering, Maximilian von (1799–1859), deutscher Diplomat
- Lerchenmüller, Otto (1943–2011), deutscher Politiker (CSU), MdL
- Lercher, Lisa (* 1965), österreichische Autorin
- Lercher, Max (* 1986), österreichischer Politiker (SPÖ), LandtagsabgeordneterMax Lercher (* 1986)

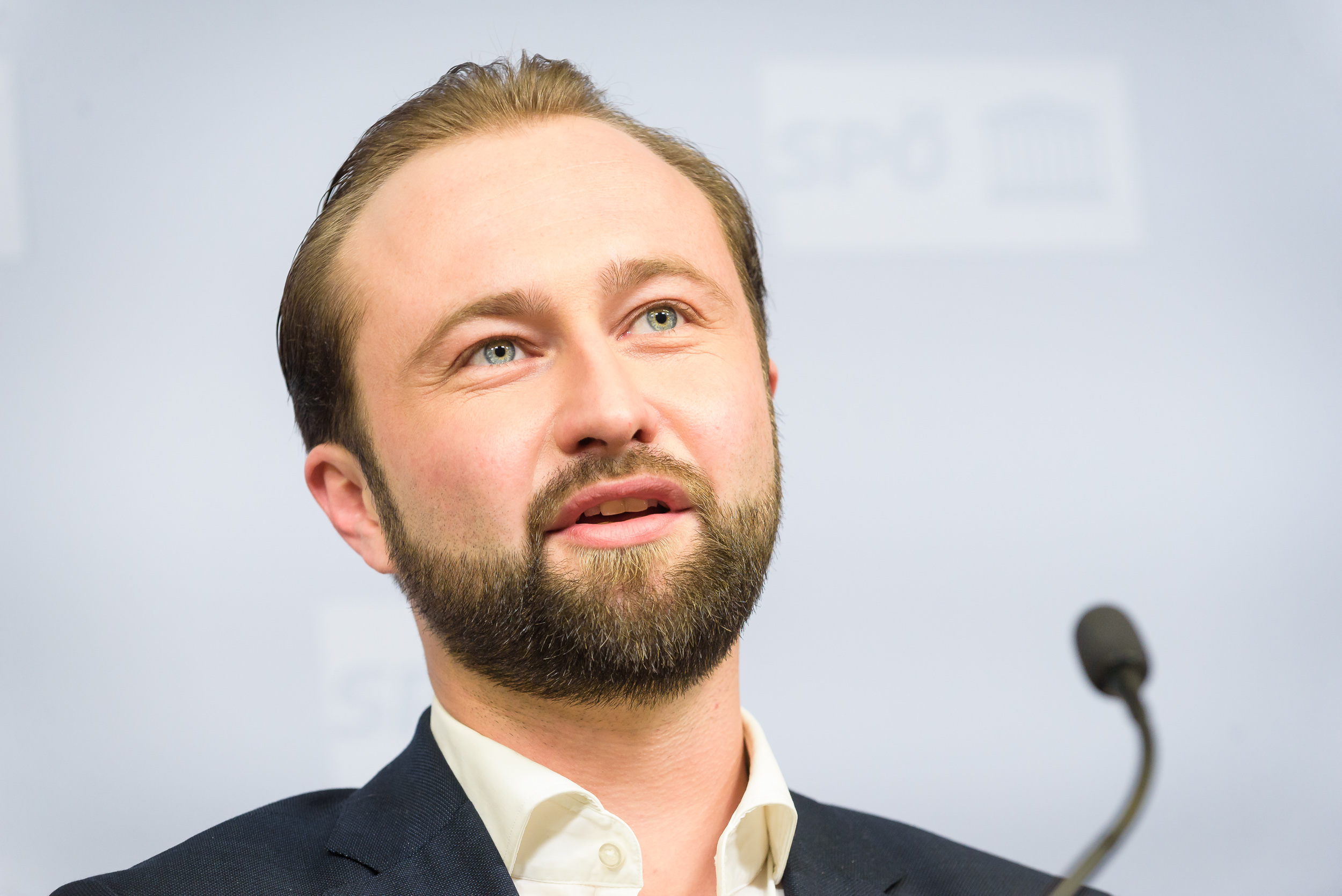
Max Lercher (* 1986)

- Lercher, Michael (* 1996), österreichischer Fußballspieler
- Lerchl, Michael (* 1986), deutscher Fußballspieler
- Lerchner, Gotthard (1935–2016), deutscher Germanist, Sprachwissenschaftler und Hochschullehrer

### Lerd
- Lerdam, Jørgen (* 1958), dänischer Animator und Regisseur
- Lerdo de Tejada, Miguel (1812–1861), mexikanischer Politiker
- Lerdo de Tejada, Miguel (1869–1941), mexikanischer Komponist
- Lerdo de Tejada, Sebastián (1823–1889), Präsident der Republik Mexiko
- Lerdon, Siegfried (1905–1964), deutscher Fechter, mehrmaliger deutscher Meister und Olympiateilnehmer
- Lerdorf, Rasmus (* 1968), dänisch-kanadischer Informatiker, Erfinder der Computersprache PHPRasmus Lerdorf (* 1968)

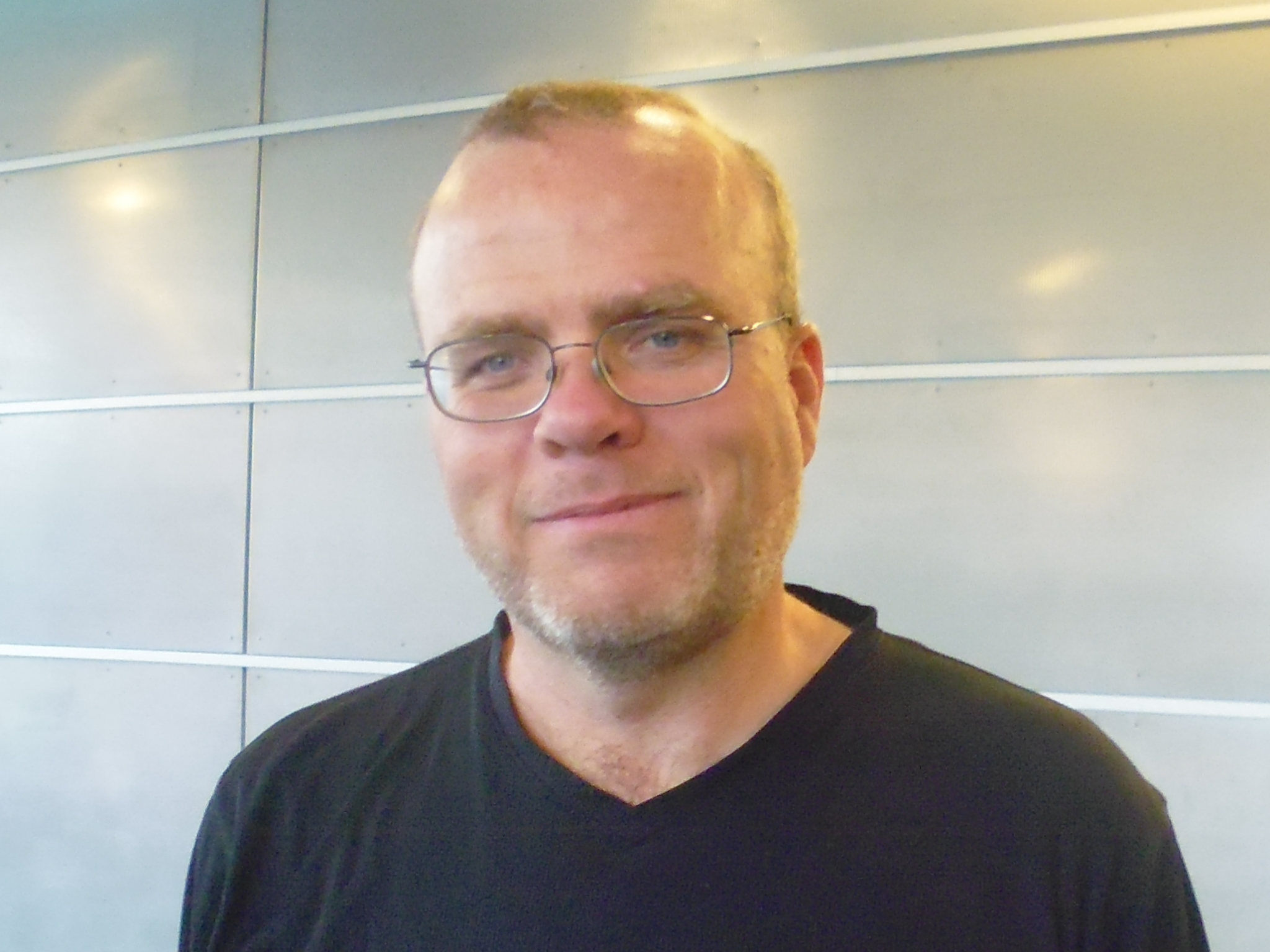
Rasmus Lerdorf (* 1968)

### Lere
- Lere Anan Timur (* 1952), osttimoresischer Freiheitskämpfer, Generalmajor der Verteidigungskräfte
- Lerebours, Noël Marie Paymal (1807–1873), französischer Optiker und Verleger
- Lereim, Paul (* 1938), norwegischer Orthopäde
- Leremi, Gift (1984–2007), südafrikanischer Fußballspieler
- Lerena, Dumas (1930–2009), uruguayischer Schauspieler und Theaterregisseur
- Lerena, Kevin (* 1992), südafrikanischer Boxer im Cruisergewicht
- Lerer, Samuel (1922–2016), polnischer Holocaustüberlebender
- Lerer, Shifra (1915–2011), US-amerikanische Schauspielerin
- Leresae, Joseph (* 1937), kenianischer Hochspringer
- Leresche, Jean-Alexandre-Guillaume (1763–1853), Schweizer evangelischer Geistlicher, Hochschullehrer und Politiker
- Leresche, Louis (1796–1865), Schweizer evangelischer Geistlicher
- Lerescu, Sorin (* 1953), rumänischer Komponist
- Lereter, Iosif (1933–2024), rumänischer Fußballspieler und -trainer

### Lerg
- Lerg, Bryan (* 1986), US-amerikanischer Eishockeyspieler
- Lerg, Charlotte (* 1979), deutsche Historikerin und Hochschullehrerin
- Lerg, Winfried B. (1932–1995), deutscher Medienwissenschaftler
- Lergenmüller, Lesley (* 2005), deutsche Fußballspielerin
- Lergon, Daniel (* 1978), deutscher Maler und Grafiker

### Lerh
- Lerho, Bruno (1936–2020), deutscher Heimatkundler und Autor
- Lerhueber, Konrad, Bürgermeister von Bozen

### Leri
- LeRibeus, Josh (* 1989), US-amerikanischer American-Football-Spieler
- Leriche, Désiré (1903–1944), französischer Marathonläufer
- Leriche, Guillaume (* 1975), französischer Tontechniker
- Lériche, René (* 1878), französischer Wasserballspieler und Schwimmer
- Leriche, René (1879–1955), französischer Chirurg
- Lerider, Helge (* 1941), österreichischer Brigadier
- Lerin, Lars (* 1954), schwedischer Künstler und Autor
- Lerín, Luis de Beaumont, 1. Conde de (1412–1462), navarresischer Adliger
- Lerios, Cory (* 1951), US-amerikanischer Musiker, Komponist und Musikproduzent
- Léris, Antoine de (1723–1795), französischer Theaterhistoriker und Schriftsteller
- Léris, Mehdi (* 1998), französisch-algerischer Fußballspieler
- Lerius, Joseph van (1823–1876), belgischer Maler

### Lerj
- Lerjen, Yannic (* 1990), Schweizer Freestyle-Skifahrer
- Lerjéus, Michael (* 1973), schwedischer Fußballschiedsrichter

### Lerk
- Lerka, Grzegorz (* 1969), polnischer Maler
- Lerke, Wolfgang (* 1942), deutscher Diplomat

### Lerl
- Lerle, Ernst (1915–2001), deutscher evangelisch-lutherischer Theologe, Pfarrer und Neutestamentler
- Lerle, Johannes (* 1952), deutscher evangelischer Theologe, Abtreibungsgegner und Holocaustleugner

### Lerm
- Lerm, Klaus (* 1934), deutscher Schauspieler
- Lerm, Matthias (* 1965), deutscher Architekt, Stadtplaner und Stadtarchitekt
- Lerma Martínez, Francisco (1944–2019), spanischer Ordensgeistlicher, römisch-katholischer Bischof von Gurué
- Lerma Nolasco, Jesús Antonio (1945–2025), mexikanischer Geistlicher, römisch-katholischer Bischof von Iztapalapa
- Lerma, Jefferson (* 1994), kolumbianischer Fußballspieler
- Lerma, Justin (* 2008), ecuadorianischer Fußballspieler
- Lerma, Pedro (1916–2003), spanischer Pianist und Musikpädagoge
- Lerma, Pedro de († 1541), spanischer Theologe und erster Kanzler der Universität Alcalá
- Lerman, Dragutin (1863–1918), österreichisch-ungarischer Afrikaforscher kroatischer Abstammung
- Lerman, Leonard (1925–2012), US-amerikanischer DNA-Forscher
- Lerman, Logan (* 1992), US-amerikanischer SchauspielerLogan Lerman (* 1992)

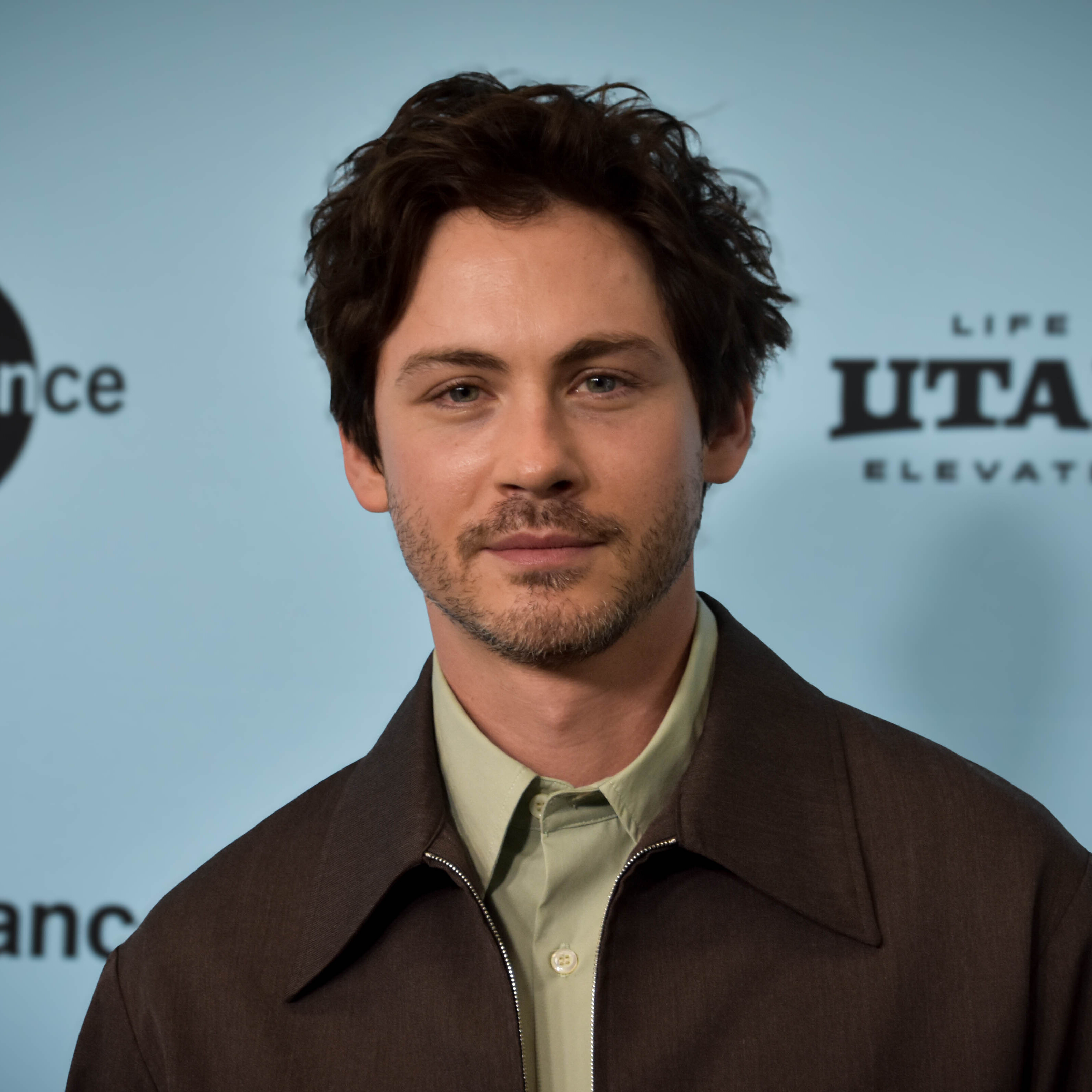
Logan Lerman (* 1992)

- Lerman, Zafra (* 1937), US-amerikanische Chemikerin
- Lermann, Hilde (* 1944), deutsche Schauspielerin, Autorin und Regisseurin
- Lermann, Wilhelm (1874–1952), deutscher Gymnasiallehrer und Klassischer Archäologe
- Lermann, Wilhelm von (1846–1917), deutscher Jurist
- Lermer, Eva (* 1981), Psychologin und Soziologin
- Lermer, Josef (1894–1964), deutscher Politiker (CSU), MdB
- Lermer, Stephan (* 1949), deutscher Psychologe, Psychotherapeut, Coach, Autor und Redner
- Lerminier, Georges (1915–1978), französischer Romanist und Theaterwissenschaftler
- Lermite (1920–1977), Schweizer Maler, Zeichner, Lithograf und Glasmaler
- Lermo, Jorge (* 1955), peruanischer Politiker
- Lermond, Leo (1906–1986), US-amerikanischer Mittel- und Langstreckenläufer
- Lermontow, Michail Jurjewitsch (1814–1841), russischer DichterMichail Jurjewitsch Lermontow (1814–1841)

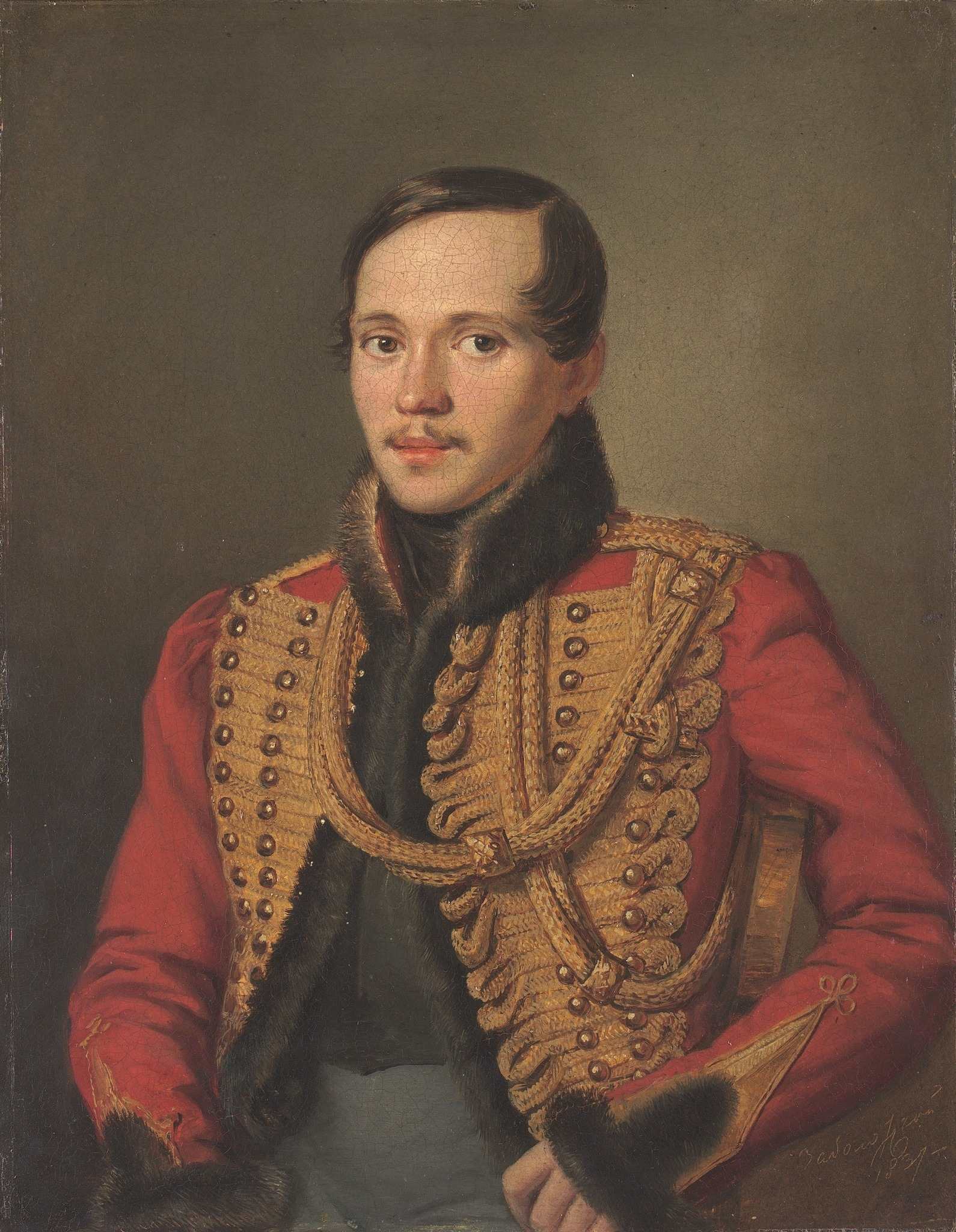
Michail Jurjewitsch Lermontow (1814–1841)

- Lermontowa, Jekaterina Wladimirowna (1889–1942), russisch-sowjetische Geologin und Paläontologin
- Lermontowa, Julija Wsewolodowna (1847–1919), russische Chemikerin und die erste Frau, die in Chemie promovierte
- Lermoyez, Marcel (1858–1929), französischer HNO-Arzt
- Lermusiaux, Albin (1874–1940), französischer Mittelstreckenläufer und Sportschütze

### Lern
- Lerner Febres, Salomón (* 1944), peruanischer Menschenrechtsaktivist, Jurist, Philosoph und Hochschullehrer
- Lerner Ghitis, Salomón (* 1946), peruanischer Politiker
- Lerner Spectre, Barbara (* 1942), US-amerikanische Philosophin und Dozentin für Philosophie
- Lerner, Abba P. (1903–1982), US-amerikanischer Ökonom
- Lerner, Alan Jay (1918–1986), US-amerikanischer Autor und Liedtexter
- Lerner, Alejandro (* 1957), argentinischer Sänger und Songwriter
- Lerner, Alexander (1913–2004), israelischer Kybernetiker und sowjetischer Dissident
- Lerner, Avi (* 1947), israelischer Filmproduzent
- Lerner, Ben (* 1979), US-amerikanischer Schriftsteller
- Lerner, Boria (1914–1943), Widerstandskämpfer gegen den Nationalsozialismus und Opfer des Holocaust
- Lerner, Carl (1912–1973), US-amerikanischer Filmeditor und Filmregisseur
- Lerner, Daniel (1917–1980), US-amerikanischer Propagandaforscher
- Lerner, Danny (1952–2015), israelischer Filmproduzent, Drehbuchautor und Filmregisseur
- Lerner, David (1951–1997), US-amerikanischer Lyriker, Verleger und Journalist
- Lerner, Franz (1903–1995), deutscher Historiker
- Lerner, Gail (* 1970), US-amerikanische Filmregisseurin, Drehbuchautorin und Filmproduzentin
- Lerner, Gerda (1920–2013), US-amerikanische HistorikerinGerda Lerner (1920–2013)

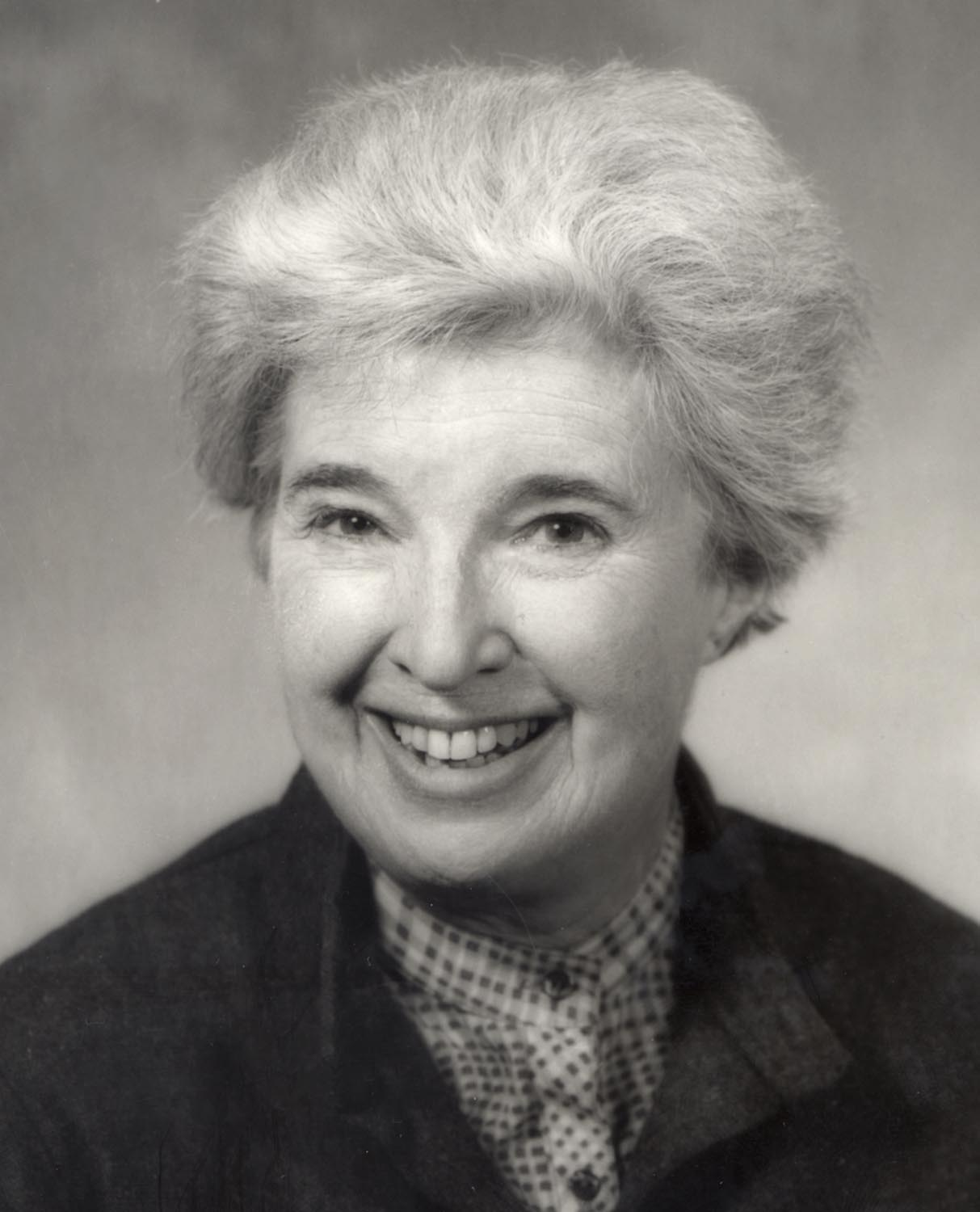
Gerda Lerner (1920–2013)

- Lerner, Harriet (* 1944), US-amerikanische Psychologin
- Lerner, Irving (1909–1976), US-amerikanischer Regisseur
- Lerner, Jaime (1937–2021), brasilianischer Architekt, Stadtplaner und Politiker
- Lerner, Kostjantyn (1950–2011), ukrainischer Schachmeister
- Lerner, Marilyn (* 1957), kanadische Jazzpianistin und Komponistin
- Lerner, Michael (1941–2023), US-amerikanischer Schauspieler
- Lerner, Mike, britischer Produzent von Dokumentarfilmen
- Lerner, Mitch, US-amerikanischer Schauspieler, Filmschaffender und Synchronsprecher
- Lerner, Murray (1927–2017), US-amerikanischer Dokumentarfilmregisseur, -produzent und -drehbuchautor
- Lerner, Ossip (1847–1907), jiddischer Autor und Theaterleiter
- Lerner, Randy (* 1962), US-amerikanischer Geschäftsmann
- Lerner, Richard A. (1938–2021), US-amerikanischer Biochemiker
- Lerner, Robert E. (* 1940), US-amerikanischer Historiker und Hochschullehrer
- Lerner, Stefan (* 1988), österreichischer Fußballspieler
- Lerner, Theodor (1866–1931), deutscher Journalist und Polarforscher
- Lerner, Tina (* 1889), russisch-amerikanische Konzertpianistin
- Lerner, Titus (* 1954), deutscher Maler und Bildhauer
- Lerner, Yehuda (1926–2007), polnisch-israelischer KZ-Häftling, Symbolfigur des jüdischen Widerstandes
- Lernet-Holenia, Alexander (1897–1976), österreichischer SchriftstellerAlexander Lernet-Holenia (1897–1976)

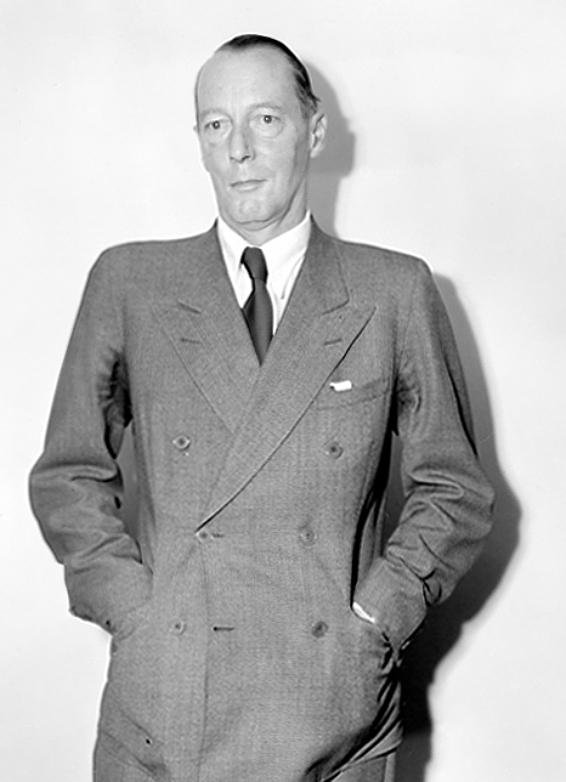
Alexander Lernet-Holenia (1897–1976)

- Lerno, Franz Xaver (1849–1920), deutscher Politiker (Zentrum), MdR
- Lerno, Liévin (* 1927), belgischer Radrennfahrer
- Lerno, Patrick (1956–2008), belgischer Radrennfahrer
- Lernout, Brett (* 1995), kanadischer Eishockeyspieler
- Lernout, Ward (1931–2019), belgischer Maler

### Lero
- Leroff, Klaus (1953–2024), deutscher Politiker (CDU), MdL
- LeRoi, Ali (* 1962), US-amerikanischer Fernsehproduzent, Regisseur, Autor und Schauspieler
- Leroi-Gourhan, André (1911–1986), französischer Archäologe, Paläontologe, Paläoanthropologe und Anthropologe
- Leroi-Gourhan, Arlette (1913–2005), französische Prähistorikerin
- Leron, Claude (* 1944), französischer Catcher bzw. Wrestler
- Lerond, Alain († 1989), französischer Romanist, Linguist, Dialektologe, Phonetiker und Mediävist
- Lerond, André (1930–2018), französischer Fußballspieler
- Lerond, Justine (* 2000), französische Fußballspielerin
- Lerotholi (1836–1905), Oberhaupt der Basotho
- Lerotholi David Seeiso (* 2007), lesothischer Kronprinz
- Lerotholi, Gerard Tlali (* 1954), lesothischer Ordensgeistlicher, römisch-katholischer Erzbischof von Maseru
- Lerou, Émilie (1855–1935), französische Schriftstellerin und Schauspielerin
- Leroueil, Serge (* 1948), kanadischer Bauingenieur und Geotechniker
- Lerouge, Loïc (* 1977), französischer Sprinter
- Leroux, Ernest (1845–1917), französischer Buchhändler und Verleger
- Leroux, Etienne (1922–1989), südafrikanischer Schriftsteller
- Leroux, Eugène (1833–1905), französischer Maler
- Leroux, Gaston (1868–1927), französischer Journalist und SchriftstellerGaston Leroux (1868–1927)

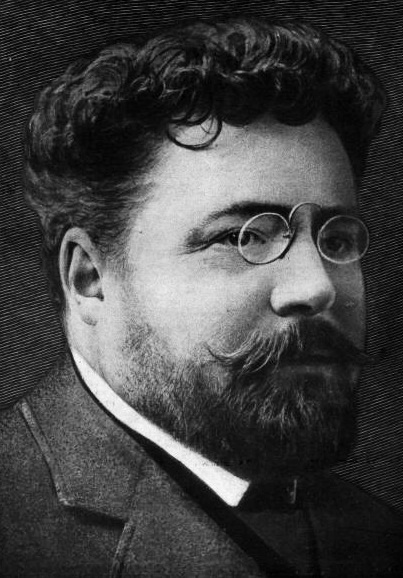
Gaston Leroux (1868–1927)

- Leroux, Georges Paul (1877–1957), französischer Maler und Illustrator
- Leroux, Gilbert (* 1941), französischer Jazzmusiker (Waschbrett, Schlagzeug)
- Leroux, Guillaume (* 1968), französischer Hardcore- und Techno-DJ und -Produzent
- Leroux, Hector (1829–1900), französischer Maler
- Leroux, Jean-Yves (* 1976), kanadischer Eishockeyspieler
- Leroux, Konrad (1894–1943), deutscher SS-Funktionär
- Leroux, Louis (* 2006), französischer Fußballspieler
- Leroux, Maxime (1951–2010), französischer Schauspieler
- Leroux, Môrice (1896–1963), französischer Architekt
- Leroux, Pierre (1797–1871), französischer Philosoph und Sozialist
- Leroux, Pierre-Joseph (1795–1870), französischer Apotheker und Chemiker
- Leroux, Robert (* 1950), kanadischer Perkussionist und Musikpädagoge
- Leroux, Robert (* 1967), französischer Degenfechter
- Leroux, Samuel (* 1997), französischer Radrennfahrer
- Leroux, Sydney (* 1990), US-amerikanische FußballnationalspielerinSydney Leroux (* 1990)

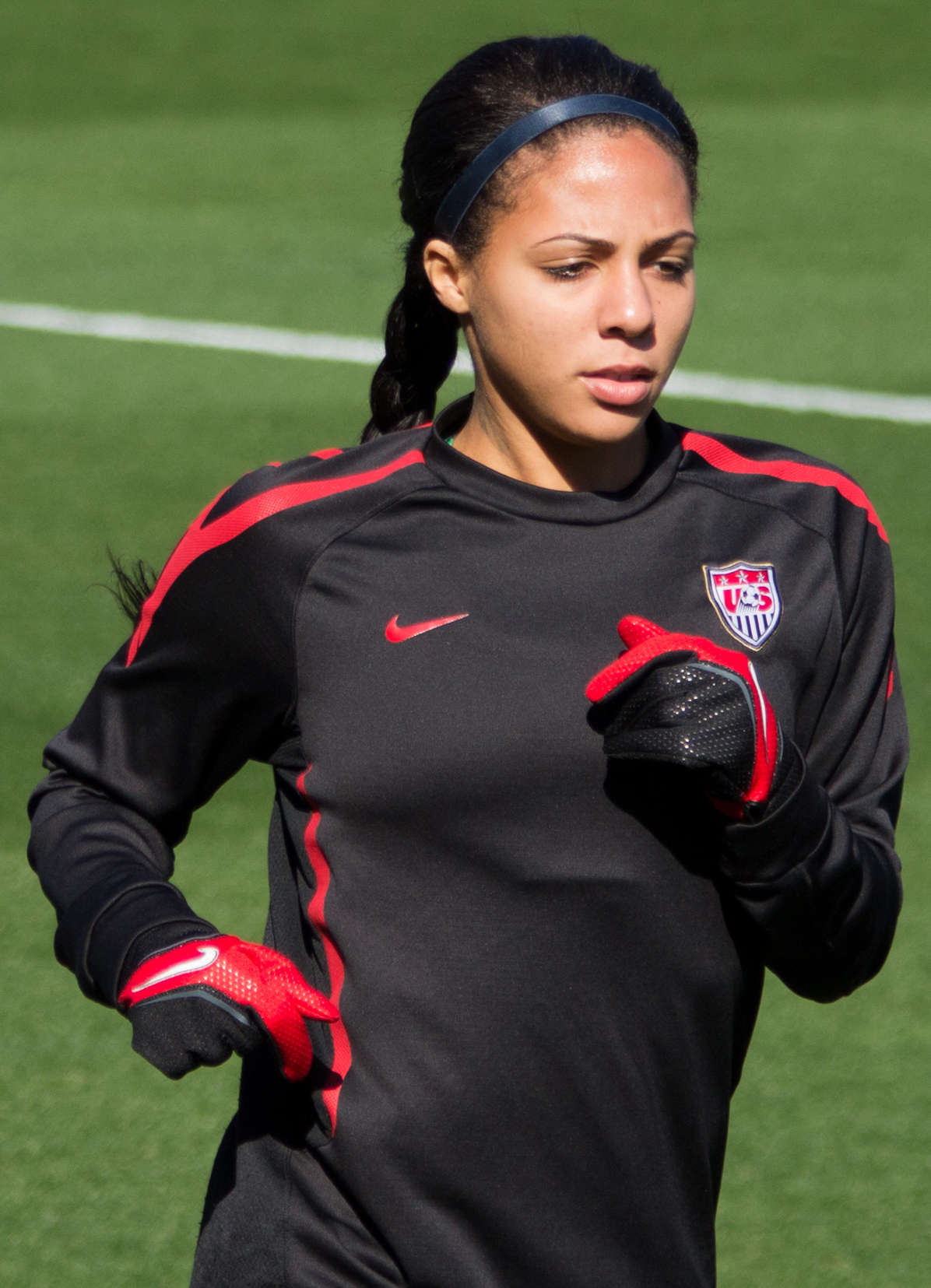
Sydney Leroux (* 1990)

- Leroux, Xavier (1863–1919), französischer Komponist
- Leroy, André (1801–1875), französischer Pomologe
- Leroy, André-Max (1892–1978), französischer Agrarwissenschaftler
- LeRoy, Baby (1932–2001), US-amerikanischer Kinderdarsteller
- Leroy, Benjamin (* 1989), französischer Fußballtorhüter
- Leroy, Catherine (1945–2006), französische Fotografin und Kriegsberichterstatterin
- Leroy, Claude E. (1919–2005), US-amerikanischer Romanist, Hispanist und Lusitanist
- Leroy, David H. (* 1947), US-amerikanischer Politiker
- Leroy, Dominique (* 1964), belgische Managerin und Vorständin
- Leroy, Eugène (1910–2000), französischer Maler
- Leroy, Franck (* 1963), französischer Kommunalpolitiker
- Leroy, Gilles (* 1958), französischer Schriftsteller
- Leroy, Hildegard, deutsche Fußballspielerin
- LeRoy, Jean-Aimé (1854–1932), US-amerikanischer Erfinder und vorgeblicher Pionier der Kinogeschichte
- Leroy, Jérôme (* 1964), französischer Schriftsteller
- Leroy, Jérôme (* 1974), französischer Fußballspieler
- Leroy, Joseph Alain (1920–1985), belgischer Ordensgeistlicher, römisch-katholischer Bischof von Kilwa
- Leroy, Léo (* 2000), französischer Fußballspieler
- Leroy, Louis (1812–1885), französischer Journalist, Theaterschriftsteller, Maler und Kunstkritiker
- Leroy, Louis (1923–1961), französischer Geistlicher, Oblate der Makellosen Jungfrau Maria
- Leroy, Maurice (* 1959), französischer Politiker (UDF, NC), Mitglied der Nationalversammlung
- LeRoy, Mervyn (1900–1987), US-amerikanischer Filmregisseur und Filmproduzent
- Leroy, Nolwenn (* 1982), französische Sängerin, Songwriterin und MusikerinNolwenn Leroy (* 1982)

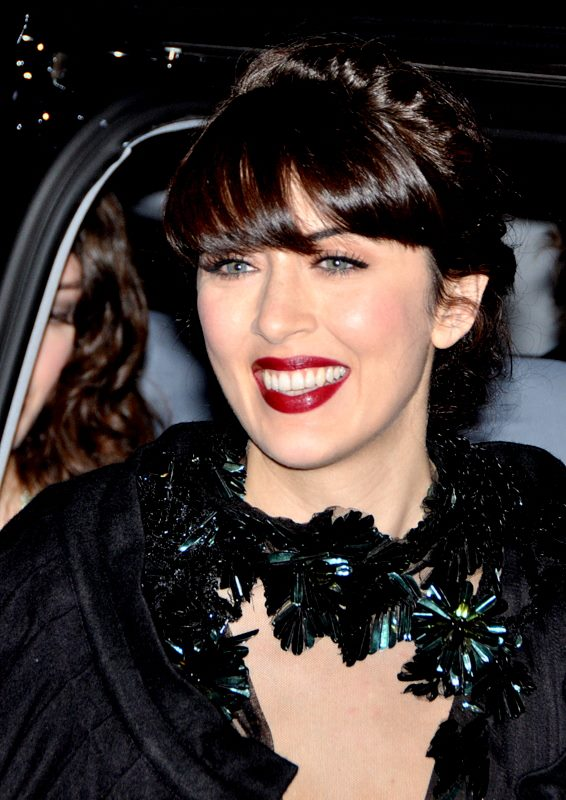
Nolwenn Leroy (* 1982)

- Leroy, Paul (1860–1942), französischer Maler
- Leroy, Paul (1884–1949), französischer Bogenschütze
- Leroy, Philippe (1930–2024), französischer Schauspieler
- Leroy, Pierre-Nicolas-Louis (1743–1795), französischer Politiker und Geschworener des Revolutionstribunals
- Leroy, Raymond (1897–1946), französischer Autorennfahrer
- Leroy, René (1898–1985), französischer Flötist und Musikpädagoge
- LeRoy, Robert (1885–1946), US-amerikanischer Tennisspieler
- Leroy, Serge (1937–1993), französischer Filmregisseur und Drehbuchautor
- Leroy-Beaulieu, Anatole (1842–1912), französischer Historiker und Essayist
- Leroy-Beaulieu, Philippine (* 1963), französische Film-, Theater- und FernsehschauspielerinPhilippine Leroy-Beaulieu (* 1963)

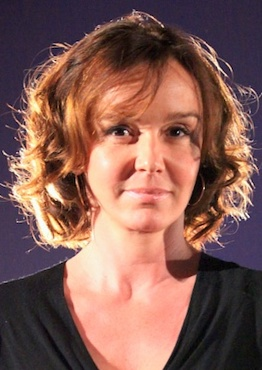
Philippine Leroy-Beaulieu (* 1963)

### Lerp
- Lerp, Emil (1886–1966), deutscher Unternehmer und Erfinder
- Lerpae, Paul K. (1900–1989), mexikanisch-amerikanischer Filmtechnikpionier und Spezialeffektkünstler
- Lerperger, Emil (1908–1982), österreichischer Lyriker
- Lerperger, Renate (* 1956), österreichische Schriftstellerin
- Lerpscher, Michael (1905–1940), deutscher religiös motivierter Kriegsdienstverweigerer

### Lerr
- Lerroux, Alejandro (1864–1949), spanischer Politiker

### Lers
- Lersch, Bernhard Maximilian (1817–1902), deutscher Arzt und Naturwissenschaftler
- Lersch, Edgar (* 1945), deutscher Archivar, Medienhistoriker und Hochschullehrer
- Lersch, Emil (1879–1963), deutscher Richter am Reichsgericht und am Bundesgerichtshof
- Lersch, Gregor (* 1949), deutscher Florist
- Lersch, Gregor H. (* 1979), deutscher Kulturwissenschaftler und Kurator
- Lersch, Heinrich (1889–1936), deutscher Arbeiterdichter und KesselschmiedHeinrich Lersch (1889–1936)

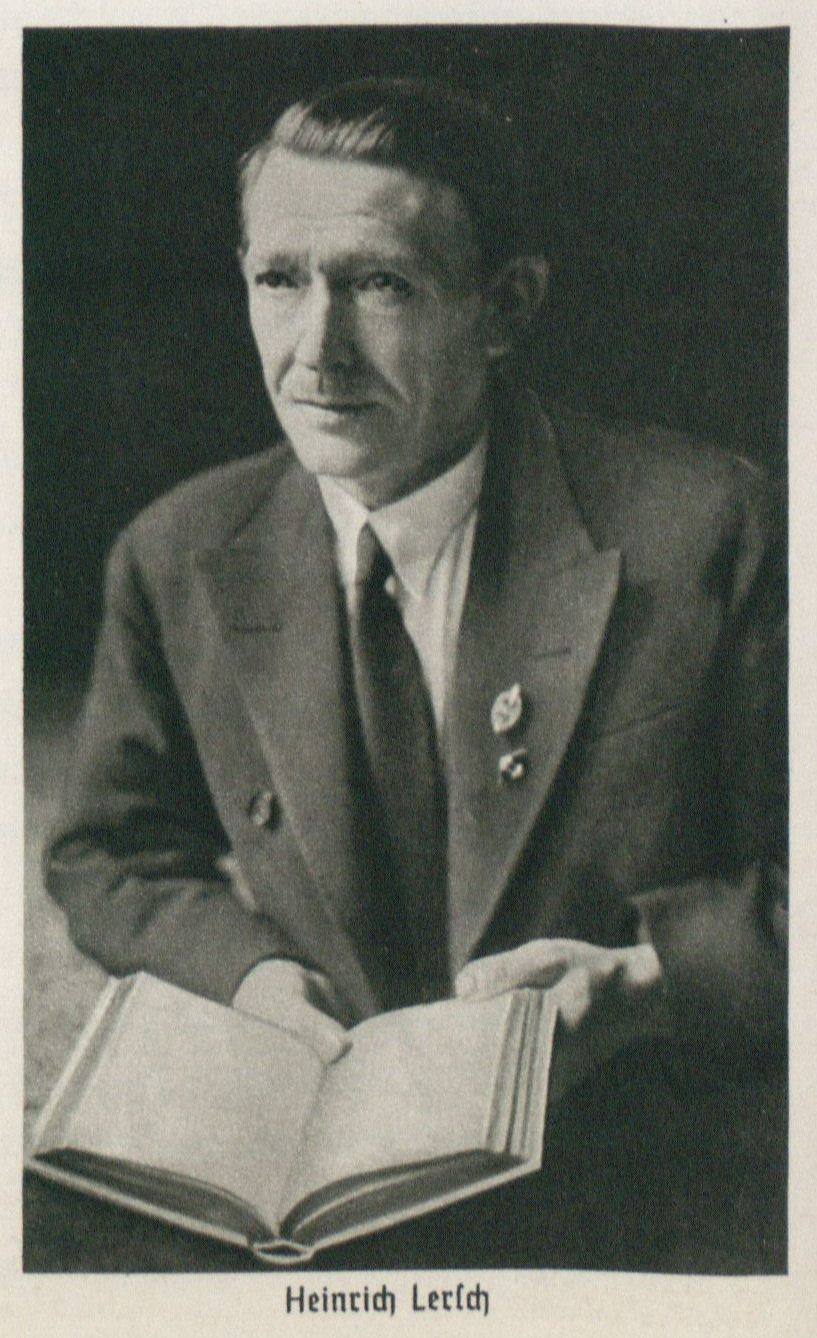
Heinrich Lersch (1889–1936)

- Lersch, Laurenz (1811–1849), deutscher Klassischer Philologe
- Lersch, Markus (* 1980), deutscher römisch-katholischer Theologe (Dogmengeschichte, Dogmatik, Ökumenische Theologie)
- Lersch, Martin (* 1954), deutscher Zeichner, Maler, Illustrator und Musiker
- Lersch, Philipp (1898–1972), deutscher Psychologe
- Lersch, Willy (1914–2006), deutscher Industriemanager
- Lersch-Mense, Franz-Josef (* 1952), deutscher Beamter, Minister in Nordrhein-Westfalen
- Lerski, Helmar (1871–1956), Schweizer Fotograf, Kameramann und Filmregisseur
- Lerski, Jerzy (1917–1992), polnisch-amerikanischer Jurist, Politologe und Historiker
- Lersmacher, Cornelius Gerhard († 1731), Generalvikar für das Obererzstift Trier
- Lersner, Achilles August von (1662–1732), Frankfurter Patrizier und Chronist der Barockzeit
- Lersner, Alexander von (1856–1940), deutscher Architekt
- Lersner, Christoph (1520–1603), deutscher Rechtswissenschaftler, Verwaltungsjurist und Hochschullehrer
- Lersner, Friedrich Maximilian von (1697–1753), deutscher Librettist und Bürgermeister von Frankfurt am Main
- Lersner, Heinrich (1506–1576), hessischer Politiker
- Lersner, Heinrich von (1930–2014), deutscher Verwaltungsjurist
- Lersner, Hermann (1535–1613), deutscher Rechtswissenschaftler und Hochschullehrer
- Lersner, Jakob (1504–1579), deutscher Rechtswissenschaftler, Gesandter und Hochschullehrer
- Lersner, Johann (1512–1550), deutscher Rechtswissenschaftler und Hochschullehrer
- Lersner, Karl von (1898–1943), deutscher Generalmajor im Zweiten Weltkrieg
- Lersner, Kurt von (1883–1954), deutscher Diplomat und Politiker (DVP), MdR
- Lersner, Ludolf Erich von (1713–1773), königlich dänischer Generalmajor und zuletzt Chef des Jütländischen Kürassier-Regiments
- Lersner, Olga Freiin von (1897–1978), deutsche Krankenschwester, Leiterin der Schwesternschule der Universität Heidelberg
- Lersner, Wilhelm von (1885–1967), deutscher Offizier, Organisator der deutschen Kriegsgefangenenfürsorge
- Lersow, Edith (1938–2012), deutsche Tischtennisspielerin und -schiedsrichterin
- Lersow, Michael (* 1946), deutscher Politiker (SPD) und Ingenieur
- Lerstad, Tonje (* 1996), norwegische Handballspielerin
- Lersundi Hormaechea, Francisco (1817–1874), Regierungspräsident von Spanien

### Lert
- Lert, Richard (1885–1980), österreichisch-US-amerikanischer Dirigent
- Lertcharnrit, Thanik, thailändischer Archäologe und Anthropologe
- Lertcheewakarn, Noppawan (* 1991), thailändische Tennisspielerin
- Lertora, Mario (1897–1939), italienischer Turner
- Lertvoralak, Darunee, thailändische Badmintonspielerin
- Lertxundi, Anjel (* 1948), baskischer Schriftsteller
- Lertxundi, Benito (* 1942), spanischer Sänger, Liedermacher und Gitarrist des Baskischen

### Lerv
- Lervik, Lena (* 1940), schwedische Bildhauerin

### Lerw
- Lerwill, Alan (1946–2021), britischer Leichtathlet
- Lerwill, Sheila (* 1928), englische Hochspringerin

### Lery
- Léry, Jean de, französischer calvinistischer Geistlicher, Reisender und Schriftsteller

### Lerz
- Lerzer, Franz Josef (* 1954), deutscher Politiker (CSU)
- Lerzer, Johann (1833–1917), deutscher Landwirt, Bürgermeister und Politiker (Zentrum), MdR